# Station Bantorf
Station Bantorf (Bahnhof Bantorf) is een spoorwegstation in de Duitse plaats Bantorf, gemeente Barsinghausen in de deelstaat Nedersaksen. Het station ligt aan de spoorlijn Weetzen - Haste en is geopend in 1975. Het station ligt net buiten het dorp, naast het bedrijventerrein Bantorf Nord.

## Indeling
Het station heeft twee zijperrons, welke niet zijn overkapt maar voorzien van abri's. De perrons zijn verbonden via een overweg in de straat An der Windmühle (B65). Langs deze weg ligt ook de bushalte van het station. Aan de noordoostzijde van het station liggen er een aantal perronsporen.

## Verbindingen
Het station is onderdeel van de S-Bahn van Hannover, die wordt geëxploiteerd door DB Regio Nord. De volgende treinseries doen het station Bantorf aan:
| Serie | Treinsoort             | Route                                                                                      | Bijzonderheden                     |
| ----- | ---------------------- | ------------------------------------------------------------------------------------------ | ---------------------------------- |
| S1    | S-Bahn (DB Regio Nord) | Minden (Westf) – Haste – Seelze – Hannover Hbf – Weetzen – Barsinghausen – Bantorf – Haste |                                    |
| S2    | S-Bahn (DB Regio Nord) | Nienburg (Weser) – Seelze – Hannover Hbf – Weetzen – Barsinghausen – Bantorf – Haste       | Zondags alleen Nienburg - Hannover |